# François Anguier

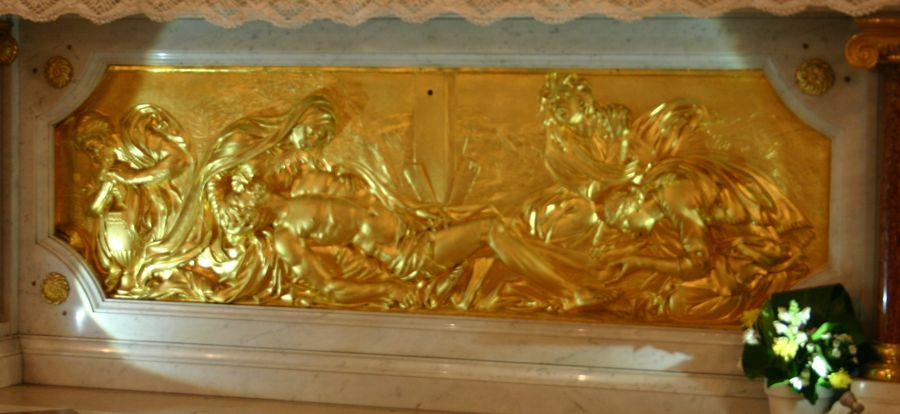
Déposition de croix, Église Saint-Pierre Saint-Paul de Rueil-Malmaison.

François Anguier, né à Eu (Normandie, aujourd'hui Seine-Maritime) en 1604 et mort à Paris le 8 août 1669, est un sculpteur français.

## Biographie
François Anguier entre en 1621 dans l’atelier du sculpteur Martin Caron à Abbeville. S’installant à Paris autour de 1628, il participe, sous la direction de Simon Guillain au retable de l’église des Carmélites près du jardin du Luxembourg.
Il part ensuite pour l’Angleterre. Avec son frère cadet, Michel Anguier, lui-même sculpteur, il rejoint Rome en 1641 et fréquente l’atelier de l’Algarde et de François Duquesnoy. De retour en France dès 1643, il rejoint son frère, Michel Anguier, à Moulins où ils travaillent alors au tombeau du dernier des ducs de Montmorency, Henri II. 
S’inspirant de ses leçons romaines, François Anguier développe un style baroque beaucoup moins fougueux que celui du Bernin, mieux à même alors d’être reçu par l’esprit français.

## Œuvres

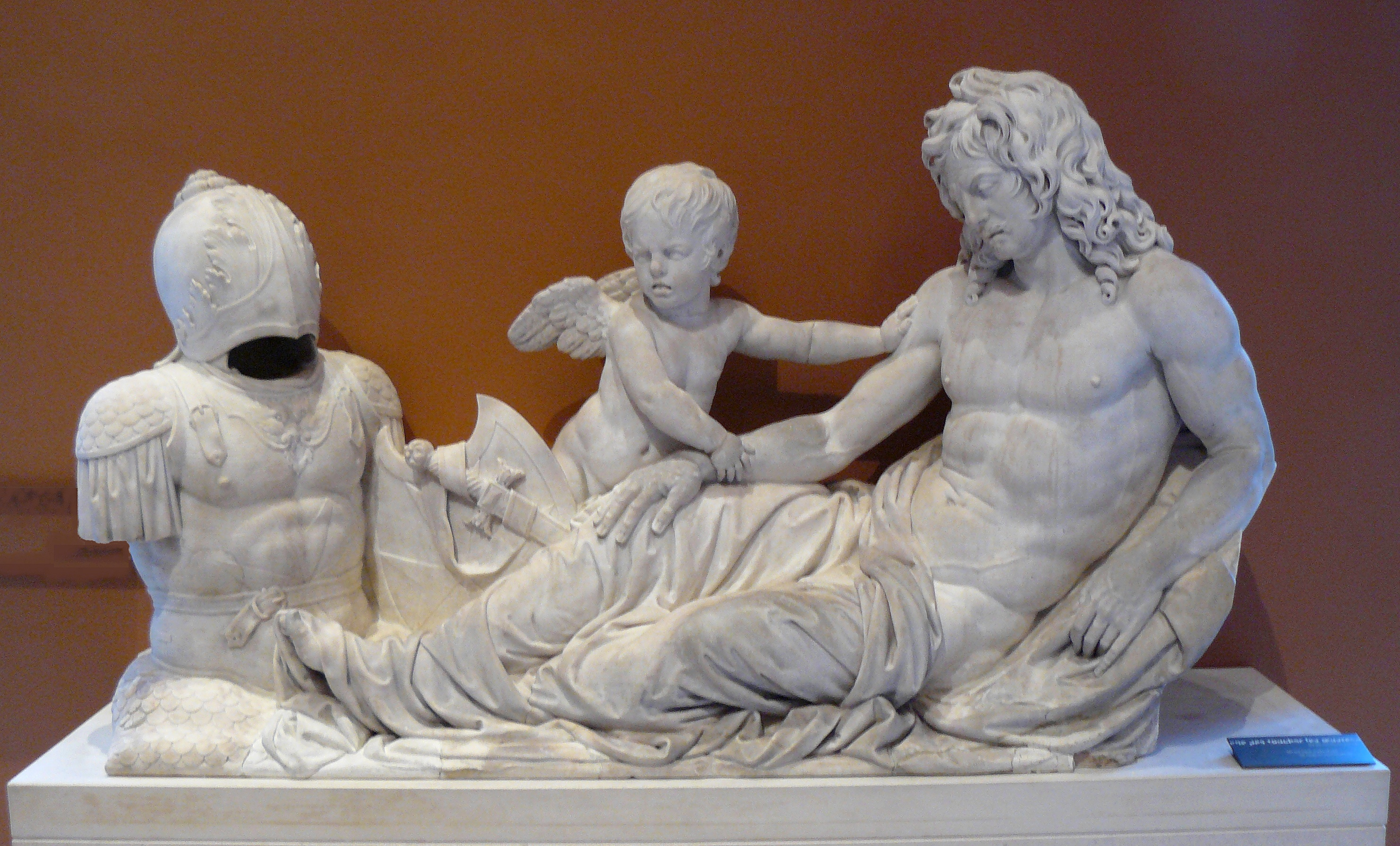
Monument funéraire pour Jacques de Souvré.

- Tombeau des Montmorency (1649 - 1652), Moulins (Allier), Chapelle de la Visitation
- Monument funéraire du cœur du duc Henri Ier d'Orléans (1564 - 1593), marbre, pierre et bronze doré, Paris, musée du Louvre[1]
- Effigie funéraire de Jacques de Souvré (1600 - 1670), marbre, Paris, musée du Louvre[2]
  - maquette préparatoire (modello) au monument funéraire, Paris , musée du Louvre [3]
- Monument funéraire de Jacques-Auguste de Thou (1553 - 1617), marbre, pierre et bronze, Paris, musée du Louvre[4]
- Tombeau d'Henri de Chabot, duc de Rohan, édifié au couvent des Célestins de Paris[5], et dont des vestiges sont déposés au musée du Louvre[6] ;
- Déposition de croix, église Saint-Pierre-Saint-Paul de Rueil-Malmaison, maître-autel : en 1667, ce bas-relief était destiné au décor de l’église du Val-de-Grâce à Paris
- En collaboration avec le fondeur Henri Perlan (1604 - 1669), Les Sacrifiantes (1642), relief, bronze, Paris, musée du Louvre
- La Maladie, marbre, Versailles, musée national du château

## Sources
- Anthony Blunt, Art et architecture en France. 1500 - 1700, éditions Macula, Paris, 1983
- Geneviève Bresc-Bautier, Isabelle Leroy-Jay Lemaistre (sous la direction de Jean-René Gaborit, avec la collaboration de Jean-Charles Agboton, Hélène Grollemund, Michèle Lafabrie, Béatrice Tupinier-Barillon), Musée du Louvre. département des sculptures du Moyen Âge, de la Renaissance et des temps modernes. Sculpture française II. Renaissance et temps modernes. vol. 1 Adam - Gois, Éditions de la Réunion des musées nationaux, Paris, 1998
- Paul Labesse, Les frères Anguier, sculpteurs eudois, éditions Les Amys du Vieil Eu, Eu, 2008.